# Château de Kanayama

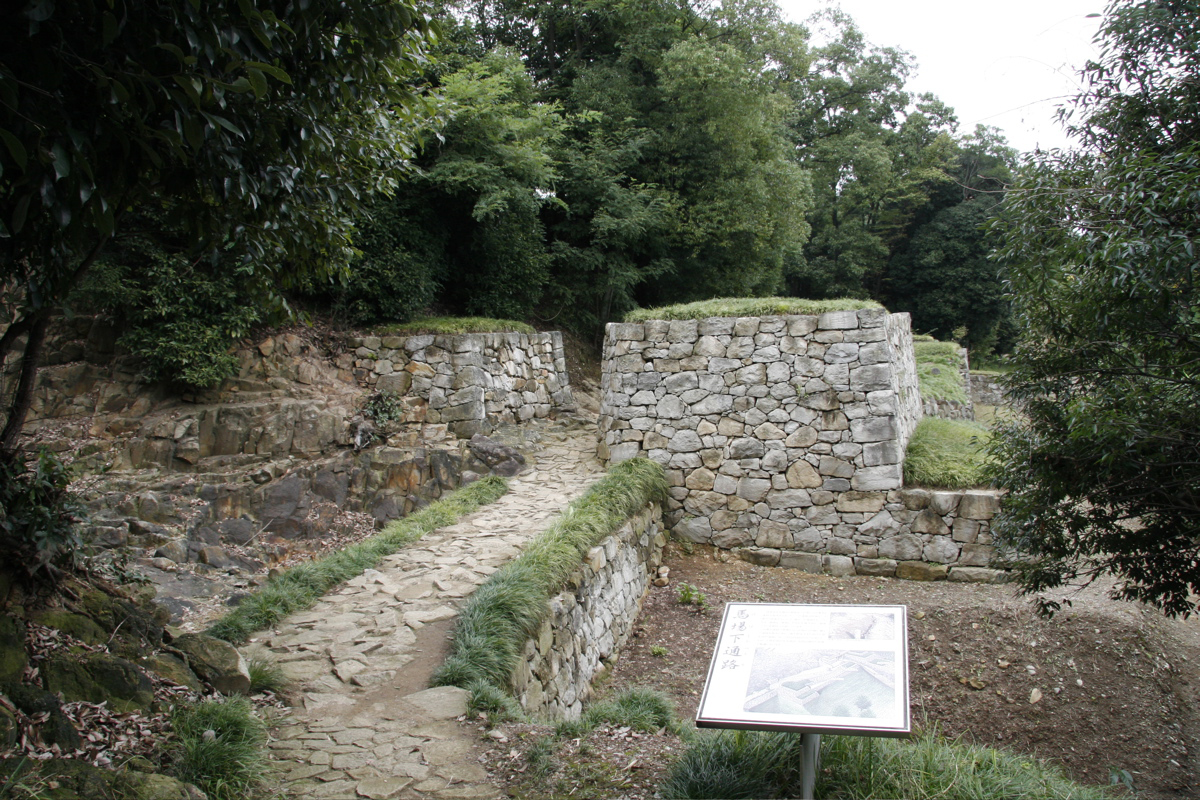

Le château de Kanayama (金山城, Kanayama-jō), également connu sous les noms de château d'Ōta Kanayama et château de Nitta Kanayama, est un yamashiro (château situé sur une hauteur) au sommet du mont Kanayama à Ōta, préfecture de Gunma au Japon.

## Histoire
Le château de Kanayama fut construit en 1469 par Iwamatsu Iezumi. En 1528, un serviteur du clan Iwamatsu, Yokose Narishige, commença à y régner. Le château résista aux sièges menés par Uesugi Kenshin en 1574, Katsuyori Takeda en 1580 et Satake Yoshishige en 1583. Le clan Go-Hōjō captura Nagao Akinaga et Yura Kunishige, les daimyos du château de Tatebayashi. Les deux frères cédèrent le château de Kanayama à Hōjō, à la condition qu'il soit libéré. En 1590, au cours de la campagne de Toyotomi Hideyoshi contre le Hōjō, le château de Kanayama fut pris par Maeda Toshiie. À la suite de quoi il fut abandonné et plus jamais utilisé. Les ruines du château (qui ont été partiellement restaurées) sont entretenues par la ville d'Ota.
On a cru jusqu'en 1965 que le tenshu (donjon) du château de Kanayama avait été déplacé au château d'Inuyama par Ishikawa Mitsuyoshi en 1559. Cette théorie fut controuvée à la suite des recherches à grande échelle des travaux de restauration effectuées entre 1961 et 1965, y compris le démantèlement du donjon du château d'Inuyama.